# Bernardo Bernardi
Bernardo Bernardi (Medicina, 7 dicembre 1916 – Roma, 2007) è stato un antropologo, saggista e africanista italiano.
È considerato un punto di riferimento per lo sviluppo degli studi entro-antropologici in Italia.

## Biografia
Bernardo Alfonso Mario Bernardi nasce a Medicina nel 1916 da Enrico, sartore, e Bianca Martelli, sartrice. Nel 1946 si laurea in etnologia all'Università La Sapienza di Roma, e consegue il dottorato di ricerca in studi africani all'Università di Città del Capo e il post-graduate certificate in Education all'Università di Londra.
Tra il 1970 e il 1982 insegna antropologia culturale all'Università di Bologna e dal 1982 al 1992 etnologia all'Università La Sapienza di Roma.
È visiting professor di numerose università in Europa, America e Africa, tra le quali l'Università di Cambridge, l'Università di Manchester e l'Università di Addis Abeba; è stato onorary fellow del Royal Anthropological Institute of Great Britain and Ireland e socio onorario dell'Istituto Italiano per l'Africa e l'Oriente.
Tra il 1996 e il 2000 è presidente dell'European Council on African studies.
Bernardo Bernardi muore nel 2007 a Ferrara.

## Opera
Gli studi di Bernardo Bernardi si concentrano sull'Africa Subsahariana, attraverso ricerche sul campo in Zimbabwe, Kenya ed Etiopia, e soggiorni di studio in numerosi paesi dell'Africa. L'antropologo focalizza la sua attenzione sulle strutture sociali e religiose dei Zesuru e dei Meru.

### Pubblicazioni
- The Mugwe. A failing prophet, 1959.
- Etnologia e antropologia culturale, Milano, 1973.
- Uomo, cultura, società. Introduzione agli studi demo-etno-antropologici, 1974[4].
- Africa meridionale, De Agostini, 1977.
- Uomo cultura società. Introduzione agli studi entoantropologici, Milano, 1982.
- I sistemi delle classi d'età. Ordinamenti sociali e politici fondati sull'età, 1985.
- Introduzione allo studio della religione, Torino, 1992.
- Africa. Tradizione e modernità, Carocci, Roma, 1998.
- Nel nome d'Africa, Franco Angeli, Milano, 2001.
- Africanistica. Le culture orali dell'Africa, Franco Angeli, Milano, 2006.
- Uomo, cultura, società. Introduzione agli studi demo-etno-antropologici, FrancoAngeli, Milano, 2011.